# Olle Wänlund
Olof Bengt Konstantin "Olle" Wänlund (Estocolmo, 12 de setembro de 1923 — Estocolmo, 11 de janeiro de 2009) foi um ciclista sueco que competia em provas de estrada.
Wänlund competiu nos Jogos Olímpicos de Verão de 1948 em Londres, onde fez parte da equipe sueca que terminou em quinto lugar no contrarrelógio por equipes. Na estrada individual, ele não conseguiu completar a corrida.